# Centro de Estudios de Políticas Públicas y Gobierno
El Centro de Estudios de Políticas Públicas y Gobierno (CEPPG) se dedica a los estudios y experiencias sobre las políticas públicas y de gobierno.

## Introducción
- La Universidad de Alcalá cuenta desde el año 2006 con el Centro de Estudios de Políticas Públicas y Gobierno, una nueva escuela que pone a disposición de políticos electos y altos cargos de las distintas administraciones públicas un lugar de reflexión acerca de las últimas tendencias del escenario político internacional.
- En la sociedad actual, conocer las últimas tendencias del escenario político internacional es un factor clave para el éxito de individuos y organizaciones. Más aún si los agentes implicados son políticos electos y altos cargos de las distintas administraciones públicas.
- El Centro de Estudios de Políticas Públicas y Gobierno nace de forma plural para dotar a nuestros representantes políticos y a todos aquellos que participen en la vida pública española de conocimientos y recursos que puedan aplicar en su ámbito ejecutivo, público y parlamentario.
- Ello implica mejorar la capacidad de abordar la compleja red de nuevos retos en cuestiones económicas, políticas y sociales y, sobre todo, entender cómo la nueva economía global afecta a los países y sus instituciones.
- Este Centro pretende abarcar todas estas cuestiones y dotar a los profesionales de la política y de las administraciones públicas de las habilidades directivas imprescindibles en sus diversos sectores.

## Miembros del Comité de Dirección
Fernando Galván. Presidente del Centro y Rector de la Universidad de Alcalá.
Carmen Mateo. Directora del Centro y Presidenta de Cariotipo MH5.
Virgilio Zapatero. Director académico, exrector de la Universidad de Alcalá y exconsejero de Bankia.
Manuel Marín. Presidente de la Fundación Iberdrola y expresidente del Congreso de los Diputados.
Ángel Fernández. Presidente y director general de MSD España.
Regina Revilla. Directora de Relaciones Institucionales de MSD. Policy & Communication Director de MSD.
Ana Palacio. Exministra de Asuntos Exteriores y exvicepresidenta senior del Banco Mundial y socia fundadora de Palacio y Asociados.
Antonio Garrigues. Presidente de Garrigues.
Luis Maldonado. Director general adjunto y director del Gabinete de Presidencia de Bankia.